# Józef Koczwara
Józef Koczwara, ps. „Zbigniew” (ur. 16 marca 1889 w Mokrzyskach, zm. 6 maja 1978 w Tarnowie) – pułkownik kawalerii Wojska Polskiego, kawaler Orderu Virtuti Militari.

## Życiorys

### Działalność niepodległościowa
Urodził się 16 marca 1889 w Mokrzyskach (pow. Brzesko), w rodzinie rolnika Juliana i Jadwigi z Wesołowskich. Uczył się w Szkole Ludowej w Mokrzyskach, Szkole Powszechnej w Szczepanowie, gimnazjum w Brzesku. Maturę zdał w 1911 w C.K. Gimnazjum w Bochni. Podczas nauki w gimnazjum działał jako członek organizacji młodzieży narodowej. W 1909 został przewodniczącym Organizacji Młodzieży Niepodległościowej „Zarzewie”. Następnie studiował na Wydziale Prawa na Uniwersytecie Jagiellońskim, a równocześnie w Akademii Handlowej. Należał w tym okresie do Zrzeszenia Akademickiego „Znicz” i Polskich Drużyn Strzeleckich. W latach 1913–1914 pracował jako zarządca dóbr rodziny Tyszkiewiczów w m. Tarnawatka. Wkrótce po wybuchu I wojny światowej, 31 lipca 1914 wstąpił do I Brygady Legionów Polskich. Początkowo służył w piechocie, a następnie w 1 pułku ułanów Legionów Polskich. Od 5 lutego do 31 marca 1917 roku był słuchaczem kawaleryjskiego kursu oficerskiego przy 1 pułku ułanów w Ostrołęce. Kurs ukończył z wynikiem dostatecznym. Posiadał wówczas stopień wachmistrza. Po kryzysie przysięgowym został wcielony do cesarskiej i królewskiej armii, należał do Polskiej Organizacji Wojskowej.

### Służba w Wojsku Polskim
Z chwilą odzyskania przez Polskę niepodległości, w listopadzie 1918 wstąpił do 11 pułku ułanów legionowych. Brał udział w wojnie polsko-bolszewickiej, podczas której został ranny. W lutym 1927 roku został przeniesiony do 5 pułku strzelców konnych w Dębicy na stanowisko kwatermistrza. 23 grudnia 1927 roku ogłoszono jego przeniesienie do 18 pułku ułanów pomorskich w Grudziądzu na stanowisko zastępcy dowódcy pułku. W czerwcu 1930 został przeniesiony do 2 dyonu samochodów pancernych w Żurawicy na stanowisko dowódcy dywizjonu. Z dniem 1 lipca 1931 został wyznaczony na stanowisko dowódcy 2 pułku pancernego w Żurawicy. Był członkiem oddziału Polskiego Białego Krzyża w Przemyślu. W grudniu 1933 pułk został przeformowany na 2 batalion czołgów i samochodów pancernych. Batalionem dowodził do 7 czerwca 1934. Powrócił na krótko do kawalerii, będąc w latach 1934–1936 zastępcą dowódcy, od 4 lipca 1935 dowódcą 2 pułku ułanów grochowskich. Od 27 marca 1936 był dowódcą Broni Pancernych (po Tadeuszu Kossakowskim). Ustąpił z tego stanowiska 3 kwietnia 1937 uznając się za zbyt mało kompetentnego w sprawach produkcji i techniki. Następnie od 1 maja 1937 do wybuchu wojny był dowódcą 1 Grupy Pancernej w Warszawie.
W czasie kampanii wrześniowej 1939 był dowódcą broni pancernych Armii „Prusy”. Ewakuował się na Węgry, gdzie został internowany. Wydostał się następnie z internowania i w 1941 powrócił do okupowanej Polski. Wstąpił następnie do Armii Krajowej, pod pseudonimem „Zbigniew”. 2 czerwca 1943, po aresztowaniu ppłk. Władysława Galicy, został Inspektorem Głównym Wojskowej Służby Ochrony Powstania. Kierował działaniami tej służby w czasie powstania warszawskiego. Po kapitulacji powstania dostał się do niewoli i początkowo przebywał w Stalagu VIII B Lamsdorf (Łambinowice), a od 25 października 1944 w Oflagu II C Woldenberg (numer jeniecki 101410). Po uwolnieniu, 15 marca 1945 powrócił do Polski.

### Lata powojenne
Osiedlił się w Płochocinie pod Warszawą. Tam, posiadając rentę inwalidzką, podjął pracę na pół etatu jako główny księgowy w rolniczej spółdzielni produkcyjnej, w 1956 przekształconej w PGR. W 1958 przeszedł na emeryturę i przeniósł się do rodzinnych Mokrzysk.
Zmarł 6 maja 1978 w domu opieki społecznej w Tarnowie. Pochowany na Cmentarzu parafialnym w Szczepanowie (sektor G-2-19).

## Awanse
- rotmistrz – zweryfikowany ze starszeństwem z dniem 1 czerwca 1919 (w 1924 sklasyfikowany z 38. lokatą w korpusie oficerów zawodowych kawalerii)
- major – ze starszeństwem z dniem 1 lipca 1925
- podpułkownik – 24 grudnia 1929 ze starszeństwem z dniem 1 stycznia 1930 i 15. lokatą w korpusie oficerów kawalerii
- pułkownik – 1936

## Ordery i odznaczenia
- Krzyż Srebrny Orderu Wojskowego Virtuti Militari nr 5427 – 17 maja 1922[12][13]
- Krzyż Niepodległości (12 maja 1931)[14]
- Krzyż Oficerski Orderu Odrodzenia Polski (11 listopada 1937)[15]
- Krzyż Kawalerski Orderu Odrodzenia Polski
- Krzyż Walecznych (1921)[16]
- Złoty Krzyż Zasługi (24 maja 1929)[17]
- Odznaka „Znak Pancerny” nr 247

## Upamiętnienie
Minister Obrony Narodowej nadał imię płk. Józefa Koczwary 1 batalionowi czołgów z Żurawicy. 24 września 2011 w Mokrzyskach odbyła się ceremonia nadania imienia.